# Prvenstvo Hrvatske u ragbiju 1992./93.
Prvenstvo Hrvatske u ragbiju za 1992./93. je osvojila splitska Nada. 

Prvenstvo se prvo igralo u dvije grupe po regijama - Sjever i Jug te su se potom po dvije najuspješnije momladi iz svake grupe plasirale u završnicu prventva koja je igrana kao dvokružna liga.

## Ljestvice i rezultati

### Regija Sjever
| mj | klub              | ut | pob | ner | por | poe+ | poen- | bod |
| -- | ----------------- | -- | --- | --- | --- | ---- | ----- | --- |
| 1. | Zagreb            | 6  | 6   | 0   | 0   | 284  | 0     | 18  |
| 2. | Sisak             | 6  | 4   | 0   | 2   | 99   | 98    | 14  |
| 3. | Lokomotiva Zagreb | 6  | 2   | 0   | 4   | 127  | 230   | 10  |
| 4. | Mladost Zagreb    | 6  | 0   | 0   | 6   | 12   | 194   | 3   |

### Regija Jug
| mj | klub                  | ut | pob | ner | por | poe+ | poen- | bod |
| -- | --------------------- | -- | --- | --- | --- | ---- | ----- | --- |
| 1. | Nada Split            | 4  | 3   | 0   | 1   | 138  | 30    | 10  |
| 2. | HRM Jadran Split      | 4  | 2   | 0   | 2   | 69   | 49    | 8   |
| 3. | Energoinvest Makarska | 4  | 1   | 0   | 3   | 15   | 143   | 6   |

### Završnica
| mj | klub             | ut | pob | ner | por | poeni  | bod |
| -- | ---------------- | -- | --- | --- | --- | ------ | --- |
| 1. | Nada Split       | 6  | 6   | 0   | 0   | 190:28 | 18  |
| 2. | Zagreb           | 6  | 4   | 0   | 2   | 245:73 | 14  |
| 3. | Sisak            | 6  | 2   | 0   | 4   | 90:161 | 10  |
| 4. | Jadran HRM Split | 6  | 0   | 0   | 6   | 26:280 | 6   |